# Колонка (Башкортостан)
Колонка (баш. Колонка) — деревня в Шафрановском сельсовете Альшеевского района Республики Башкортостан России.

## История
Название от названия речки Колон (Русско-башкирский словарь-справочник названий населенных пунктов Республики Башкортостан. — Уфа: Китап, 2001.- 320 с. С. 26).
Статус деревня посёлок приобрёл согласно Закону Республики Башкортостан от 20 июля 2005 года N 211-з «О внесении изменений в административно-территориальное устройство Республики Башкортостан в связи с образованием, объединением, упразднением и изменением статуса населенных пунктов, переносом административных центров», ст.1

6. Изменить статус следующих населенных пунктов, установив тип поселения — деревня:

…

2) в Альшеевском районе:

р) поселка Колонка Чуракаевского сельсовета
До 2008 года — в составе упразднённого Чуракаевского сельсовета.

## Население
| 2002 | 2009 | 2010 |
| ---- | ---- | ---- |
| 5    | ↘2   | ↗3   |

## Географическое положение
Расстояние до:
- районного центра (Раевский): 32 км,
- центра сельсовета (Шафраново): 12 км,
- ближайшей железнодорожной станции (Шафраново): 16 км.